# Melbury Abbas
Melbury Abbas är en ort och civil parish i Storbritannien.   Den ligger i kommunen Dorset och riksdelen England, i den södra delen av landet, 150 km väster om huvudstaden London. Melbury Abbas ligger 138 meter över havet och antalet invånare är 305.
Terrängen runt Melbury Abbas är platt. Runt Melbury Abbas är det ganska tätbefolkat, med 108 invånare per kvadratkilometer. Närmaste större samhälle är Shaftesbury, 3,3 km nordväst om Melbury Abbas. Trakten runt Melbury Abbas består till största delen av jordbruksmark.